# World Economics Association
The World Economics Association (WEA) (en español: Asociación Económica Mundial) fue fundada en 2011 con el objetivo de crear una comunidad de académicos inclusiva, pluralista y profesional, ya que la Asociación Americana de Economistas y la Real Sociedad Económica están conformadas principalmente por economistas de estos países (Estados Unidos y el Reino Unido).
La WEA admite entre sus miembros a economistas y no economistas interesados en la economía y su relación con la sociedad y otras disciplinas. Para este fin, la WEA publica tres revistas en línea arbitradas por pares que tratan temas de economía internacional, pensamiento económico y economía heterodoxa.